# آرتم موروز
آرتم موروز (انگلیسی: Artem Moroz؛ زادهٔ ۲۸ مارس ۱۹۸۴) ورزشکار روئینگ اهل اوکراین است. وی از قایقرانان روئینگ بازی‌های المپیک تابستانی بوده است.